# Schiltberg
Schiltberg là một đô thị ở huyện Aichach-Friedberg bang Bayern nước Đức. Đô thị Schiltberg có diện tích 16,97 km², dân số thời điểm ngày 31 tháng 12 năm 2006 là 1576 người.